# Ключевской (ручей)
Ключевской — ручей на полуострове Камчатка в России. Правый приток реки Камчатки.

## География
Ручей Ключевской берёт начало на северном склоне вулкана Ключевская Сопка у пика Ключевской. Течёт на север по территории Усть-Камчатского района Камчатского края. Впадает в одну из проток реки Камчатки на расстоянии 150 км от её устья. Длина ручья составляет 25 км.
По данным государственного водного реестра России относится к Анадыро-Колымскому бассейновому округу.
Код водного объекта — 19070000112220000016244.